# Christianisme au Bhoutan
D'après le site « Aide à l'Église en détresse », en 2008 les chrétiens au Bhoutan seraient au nombre de 12 255, dont 1 000 catholiques baptisés. Ils ne représentent que 0,5 % de la population contre 74 % pour les bouddhistes, 20,5 % pour les hindous, 3,8 % pour les animistes et 1,2 % pour ceux n'entrant pas dans ces catégories.

## La constitution de 2008
L'article 7 (« Droits fondamentaux ») de la Constitution de 2005 promulguée en 2008 garantit la liberté religieuse tout en interdisant la conversion coercitive ou incitative. Selon l'association Portes Ouvertes, une ONG internationale chrétienne destinée au soutien des chrétiens persécutés, pour de nombreux Bhoutanais, cela exclut la possibilité de partager l'Évangile .
L’article 3 de la Constitution dispose que « les institutions religieuses et le clergé doivent se placer au-dessus de la politique ». Il déclare également que la responsabilité des institutions religieuses et du clergé est circonscrite à la sphère spirituelle, séparée du domaine politique.

## Les diverses communautés chrétiennes

### Les catholiques
Territorialement, le Bhoutan est sous la compétence du diocèse de Darjeeling en Inde.  

### Les protestants
Il y a plus de protestants au Bhoutan que de catholiques.

## Le bouddhisme mahayana religion d'état
Le bouddhisme mahayana est la religion d'État du Bhoutan (écoles Droukpa Kagyu et Nyingmapa du bouddhisme tibétain) .  
Le Bhoutan est le dernier pays où le bouddhisme sous sa forme tantrique vajrayana, appelé également lamaïsme, est religion d'État.
Selon l'article 3 de la Constitution de 2008 (« L'héritage spirituel »), le bouddhisme est l'héritage spirituel du Bhoutan, lequel encourage les principes et valeurs de la paix, de la non violence et de la compassion. Le roi est le protecteur de toutes les religions au Bhoutan. Il est du ressort des institutions et personnalités religieuses de promouvoir l'héritage spirituel du pays tout en veillant à ce que la religion demeure séparée de la politique au Bhoutan.

## Les entraves à la foi chrétienne

### La situation avant 2008
- En 2002 : Selon l'ONG Bhutanese Christians Services Centre se référant à un rapport de 2002, une seule église existe pour l'exercice du culte au Bhoutan[11].

- En 2006 : Selon Mission Network News (en), un bouddhiste n'a pas le droit de devenir chrétien et la construction d'églises est interdite. Les chrétiens ne sont autorisés à pratiquer que chez eux. Ceux qui font ouvertement profession de leur foi risquent d'être expulsés et déchus de leur citoyenneté[12].

- En 2007 : Selon Gospel for Asia (en), deux églises missionnaires de Gospel for Asia ont dû fermer provisoirement leurs portes à la suite de pressions gouvernementales. La loi interdit de tenter de convertir les gens appartenant aux deux religions dominantes du pays (bouddhisme et hindouisme) [13].

### La situation depuis 2008
Selon le site d'obédience chrétienne Asianews.it, et l'agence d'information des missions étrangères de Paris Églises d'Asie, sont interdits au Bhoutan : le prosélytisme, la publication de bibles, la construction d'églises , d'écoles et d'institutions chrétiennes, l'entrée de religieux sur le territoire, la célébration du culte en public. L'Église chrétienne est devenue totalement clandestine et ses communautés sont devenues souterraines.
Selon l'ONG Portes Ouvertes, les persécutions sont principalement le fait de la famille, de la communauté, et des moines qui exercent une forte influence sur la société. Le nombre d'agressions physiques a diminué, tendance qui pourrait se prolonger en raison de la mise en application de la nouvelle constitution garantissant davantage de liberté religieuse.

## La question du prosélytisme
Selon le rapport sur la liberté religieuse de 2007 du département d'État des États-Unis, aucune conversion religieuse forcée n'a été recensée.
D'après le site Églises d'Asie, le gouvernement bhoutanais, fin juillet 2010, a soumis au Parlement un projet de loi visant à interdire toute « utilisation de la contrainte ou d’une quelconque forme de séduction » dans le but de faire changer de religion un citoyen du pays. Cette loi punirait d’un à trois ans de prison les contrevenants. Cette proposition de loi s’appuie sur l’article 463 du code pénal bhoutanais qui déclare « coupable de prosélytisme [toute personne] ayant usé de coercition ou de tout autre moyen, afin de convertir un individu d’adhérer à une autre foi ou croyance que la sienne » (Kuensel, organe de presse du gouvernement, 9 juillet 2010). La petite communauté chrétienne de l’État himalayen est inquiète. Pour sa part, le ministre de l’intérieur bhoutanais, Lyonpo Minjur Dorji, a déclaré : « Il n’y a absolument aucun problème si vous naissez chrétiens… La constitution vous protège. Mais il est tout à fait illégal de chercher à convertir [...]. Si nous avons des preuves de prosélytisme dans notre pays, nous nous devons de prendre des mesures immédiates » (Bhutan Observer, 4 novembre 2009, 28 mai 2010) .
Le Global Council of Indian Christians (GCIC), une ONG qui milite contre les violences contre les chrétiens, a appelé en juillet 2010 le dalaï-lama à prendre position contre ce projet de loi qui ne « respecte pas la voie de la tolérance enseignée par le Bouddha » (Portes ouvertes, 13 août 2010 ; Compass Direct News, 10 août 2010).

## La question des cimetières
Le site Églises d'Asie fait état de ce que la loi bhoutanaise ne prévoit pas la possibilité pour les chrétiens d’inhumer leurs morts dans des cimetières, ceux-ci sont donc enterrés généralement dans la forêt. Les profanations de sépultures chrétiennes se sont multipliées en 2010, parallèlement à l’augmentation du trafic de crânes et d’os provenant de tombes de chrétiens et utilisés pour certains rituels bouddhistes tantriques (Bhutan Observer, 28 mai 2010, continentalnews.net, 28 juillet 2010) .

## Les médias chrétiens
L'ONG Bhutanese Christians Services Centre est une organisation qui informe sur la persécution des chrétiens au Bhoutan,.
La radio Gospel for Asia - diffusée en cinq langues - est accessible au Bhoutan.